# Abel Antón
Abel Antón Rodrigo (Ojuel, 24 ottobre 1962) è un ex maratoneta e mezzofondista spagnolo, due volte campione mondiale di maratona nel 1997 e nel 1999.

## Biografia
Inizia la sua carriera come mezzofondista in pista, conquistando la sua prima medaglia agli Europei indoor 1989, dove è argento nei 3000 metri piani.
Agli Europei all'aperto 1994 vince un oro nei 10 000 metri e il bronzo nei 5000.
Passa poi alla maratona, vincendo a Berlino nel 1996. Conquista l'oro nelle due successive edizioni dei campionati mondiali, ad Atene nel 1997 e a Siviglia nel 1999.
Nel suo palmarès figura anche la maratona di Londra del 1998, primo spagnolo a vincere sul traguardo della capitale britannica.

## Palmarès
| Anno | Manifestazione    | Sede          | Evento        | Risultato  | Prestazione | Note                          |
| ---- | ----------------- | ------------- | ------------- | ---------- | ----------- | ----------------------------- |
| 1987 | Mondiali          | Roma          | 5000 m piani  | 14º        | 13'43"58    |                               |
| 1988 | Giochi olimpici   | Seul          | 5000 m piani  | Semifinale | 13'39"13    |                               |
| 1989 | Europei indoor    | L'Aia         | 3000 m piani  | Argento    | 7'51"88     |                               |
| 1990 | Mondiali di cross | Aix-les-Bains | A squadre     | Bronzo     | 176 p.      |                               |
| 1991 | Mondiali di cross | Anversa       | A squadre     | Bronzo     | 198 p.      |                               |
| 1991 | Mondiali          | Tokyo         | 5000 m piani  | 11º        | 13'39"00    |                               |
| 1992 | Giochi olimpici   | Barcellona    | 5000 m piani  | 8º         | 13'27"80    |                               |
| 1993 | Mondiali          | Stoccarda     | 5000 m piani  | 11º        | 13'40"21    |                               |
| 1994 | Europei           | Helsinki      | 5000 m piani  | Bronzo     | 13'38"04    |                               |
| 1994 | Europei           | Helsinki      | 10000 m piani | Oro        | 28'06"03    |                               |
| 1995 | Mondiali          | Göteborg      | 10000 m piani | Batteria   | 27'51"37    | Miglior prestazione personale |
| 1996 | Giochi olimpici   | Atlanta       | 10000 m piani | 13º        | 28'29"37    |                               |
| 1997 | Mondiali          | Atene         | Maratona      | Oro        | 2h13'16     |                               |
| 1999 | Mondiali          | Siviglia      | Maratona      | Oro        | 2h13'36     |                               |
| 2000 | Giochi olimpici   | Sydney        | Maratona      | 53º        | 2h24'04     |                               |

## Campionati nazionali
1996
- Bronzo ai campionati spagnoli, 10000 m piani - 27'54"05

## Altre competizioni internazionali
1985
- 7º all'ISTAF Berlin ( Berlino), 3000 m piani - 7'48"88

1986
- 8º all'Athletissima ( Losanna), 3000 m piani - 7'56"10

1987
- Oro in Coppa Europa ( Praga), 10000 m piani - 28'46"65
- Oro ai Bislett Games ( Oslo), 3000 m piani - 7'46"08

1988
- 6º ai Bislett Games ( Oslo), 5000 m piani - 13'20"67
- 5º al Memorial Van Damme ( Bruxelles), 5000 m piani - 13'27"01

1992
- 4º in Coppa del mondo ( L'Avana), 5000 m piani - 14'11"48
- 6º ai Bislett Games ( Oslo), 5000 m piani - 13'21"86

1993
- 11º al Memorial Van Damme ( Bruxelles), 5000 m piani - 13'32"54
- 16º all'ISTAF Berlin ( Berlino), 3000 m piani - 7'48"53

1994
- 7º in Coppa del mondo ( Londra), 5000 m piani - 13'55"02
- 7º all'ISTAF Berlin ( Berlino), 5000 m piani - 13'15"17
- 6º ai Bislett Games ( Oslo), 5000 m piani - 13'20"24
- Bronzo al Memorial Van Damme ( Bruxelles), 5000 m piani - 13'25"75

1995
- 21º al Memorial Van Damme ( Bruxelles), 10000 m piani - 28'51"93
- 15º all'ISTAF Berlin ( Berlino), 5000 m piani - 13'34"21

1996
- Oro alla Maratona di Berlino ( Berlino) - 2h09'15"
- 7º al Memorial Van Damme ( Bruxelles), 10000 m piani - 28'18"44

1997
- 4º alla Maratona di Fukuoka ( Fukuoka) - 2h10'27"
- Oro alla Maratona di Seul ( Seul) - 2h12'37"

1998
- Oro alla Maratona di Londra ( Londra) - 2h07'57"

1999
- Bronzo alla Maratona di Londra ( Londra) - 2h09'41"
- 20º alla Mezza maratona di Lisbona ( Lisbona) - 1h04'46"

2000
- 5º alla Maratona di Seul ( Seul) - 2h12'49"
- Oro alla Mezza maratona di Barcellona ( Barcellona) - 1h03'11"

2001
- 8º alla Maratona di Londra ( Londra) - 2h11'57"
- 18º alla Maratona di Madrid ( Madrid) - 2h27'00"